# United Breaks Guitars
«United Breaks Guitars» (в переводе — «United Airlines разбивает гитары») — песня канадского музыканта Дэвида Кэрролла и его группы Sons of Maxwell. В песне описывается реальная история из жизни Дэвида, когда его гитара была разбита при перевозке авиакомпанией United Airlines в 2008 году, и последующая реакция авиакомпании. Песня в течение нескольких дней после своего выхода в июле 2009 года стала хитом YouTube и ITMS.

## История инцидента
Музыкант Дэвид Кэрролл рассказывает, что его гитара была сломана в процессе разгрузки багажа. Он и ещё несколько пассажиров того же рейса стали свидетелями того, как носильщик выкинул гитару на бетонную площадку в аэропорту О’Хара в процессе перелёта из Галифакса (Новая Шотландия) в Омаху. В результате столь небережного обращения его гитара Taylor стоимостью $3500 оказалась со сломанным грифом, что он запечатлел на видео. Fox News поинтересовались, почему Кэрролл сдал столь ценный груз в багаж, на что он ответил, что ему не разрешили взять гитару на борт. В своей песне он рассказывает, что «предупредил троих сотрудников авиакомпании в Чикаго, но они продемонстрировали полное безразличие». Кэрролл выдвинул претензию авиакомпании, однако получил отказ в компенсации, поскольку не подал жалобу в установленный правилами авиакомпании 24-часовой срок.

## Песня
Кэрролл говорит, что его бесплодные переговоры с United Airlines длились 9 месяцев. После этого он написал песню, в которой он рассказывает свою собственную историю. В песне говорится: «лучше б я летел другой авиакомпанией либо путешествовал машиной, потому что United разбивает гитары». Видеоролик YouTube был опубликован 6 июля 2009 года. Он собрал 150 000 просмотров в течение одного дня, что побудило Юнайтед связаться с Кэрроллом, сказав, что теперь они надеются исправить это недоразумение. Видео набрало до полумиллиона просмотров к 9 июля, 5 миллионов к середине августа 2009 года. 
В настоящий момент Кэрролл выпустил три песни, посвящённые этому событию. В песнях Дэвида особо упоминается сотрудница компании мисс Ирлвиг. Несмотря на инцидент, песни являются шутливыми и не содержат негатива.

## Финансовый эффект
Согласно сообщению газеты The Times, через 4 дня после опубликования клипа на Youtube, авиакомпания United Airlines потеряла 10 % биржевой стоимости, что обошлось держателям акций в 180 000 000 долларов.
В действительности, акции авиакомпании UAL, начавшие торговаться на бирже NYSE 6 июля 2009 г. по цене 3,31$, понизились к началу торгов 10 июля 2009 г. до 3,17$. — 4,23 % — Но уже 15 июля 2009 г. акции превысили первоначальную стоимость 3,34$, и продолжили рост до 6,56$ 28 августа 2009 г.